# Maxial
Maxial ist ein Ort und eine ehemalige Gemeinde im mittleren Portugal.

## Geschichte
Funde belegen eine vorgeschichtliche Besiedlung, darunter eine Grabhöhle aus der Kupfersteinzeit und Überreste einer befestigten Siedlung aus der Zeit der Castrokultur.
Im städtischen Museum von Torres Vedras sind Münzen aus der Zeit der hiesigen römischen Anwesenheit zu sehen.
Unter König D. Afonso VI. wurde Maxial 1662 zur Vila und Sitz eines Kreises erhoben, 1667 jedoch wieder aufgelöst.
1984 verlor die Gemeinde an Fläche und Einwohner, als die Gemeinde Outeiro da Cabeça durch Ausgliederung aus der Gemeinde Maxial neu geschaffen wurde.
Im Zuge der Gemeindereform 2013 wurde die Gemeinde Maxial aufgelöst und mit Monte Redondo zu einer neuen Gemeinde zusammengeschlossen.

## Verwaltung
Maxial war Sitz einer eigenen Gemeinde (Freguesia) im Kreis (Concelho) von Torres Vedras im Distrikt Lissabon. Die Gemeinde hatte 2771 Einwohner (Stand 30. Juni 2011).
Folgende Ortschaften und Plätze gehörten zur Gemeinde:
| - Aldeia Grande - Casais da Capela - Casais da Póvoa - Casais da Sestaria - Casais da Valentina - Casais de Santo António - Casal da Azenha - Casal da Ereira - Casal da Faceira - Casal da Lapa - Casal da Mata - Casal da Torre - Casal das Passadeiras - Casal das Raposeiras | - Casal das Torres - Casal de Cima - Casal de Santa Helena - Casal de Santa Luzia - Casal do Carteiro - Casal do Rato - Casal do Seixo - Casal do Sol - Casal dos Pedrógãos - Casal Grão - Casal Lagoa - Casal Longa - Casal Pastor - Casal Pedreira | - Casal Pereiro - Casal Vale Lourenço - Casal Valemoinho - Casal Velho da Igreja - Ereira - Ermegeira - Folgorosa - Herdade da Tojeira - Lobagueira - Maxial - Póvoa - Quinta da Messejana - Quinta de Entrecampos - Quinta Nova da Ermegeira - Vila Seca |

Mit der Gebietsreform im September 2013 wurden die Gemeinden Maxial und Monte Redondo zur neuen Gemeinde União das Freguesias de Maxial e Monte Redondo zusammengeschlossen. Maxial ist Sitz dieser neu gebildeten Gemeinde.